# Directeur sportif
Pour les articles homonymes, voir Directeur.
Un directeur sportif est une personne dont le métier est de gérer une équipe sportive.
Le directeur sportif assure le lien entre la direction de sa structure (président, vice-présidents, trésoriers), les entraîneurs, et les pratiquants.

## Cyclisme
Le règlement du sport cycliste de l'Union cycliste internationale (UCI) dispose que « chaque équipe, à l'exception des équipes régionales et des équipes de club, doit désigner un seul responsable nommé directeur sportif ». Cette désignation est une condition nécessaire à l'enregistrement d'une équipe auprès de l'UCI et à sa participation aux compétitions du calendrier international.
Le directeur sportif est « responsable de l'organisation de l'activité sportive des coureurs ainsi que des conditions sociales et humaines dans lequel ils exercent le sport au sein de l'équipe » et établit la « répartition des tâches » au sein de l'encadrement de l'équipe.